# Yazid I.

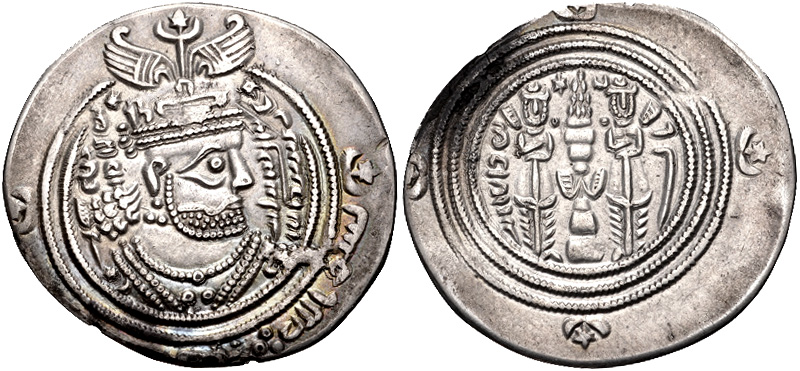
Arabisch-sassanidische Drachmen des Yazid

Abū Chālid Yazīd ibn Muʿāwiya (arabisch أبو خالد يزيد بن معاوية, DMG Abū Ḫālid Yazīd ibn Muʿāwiya, auch bekannt als Yazid I.; * 644; † 11. November 683 in der Nähe von Damaskus) war von 680 bis zu seinem Tode 683 der zweite Umayyaden-Kalif. Mit seinem Herrschaftsantritt etablierte sich im islamischen Reich das dynastische Prinzip.
Sein Kalifat war durch den Beginn der zweite Fitna gekennzeichnet. Mohammeds Enkel Husain ibn Ali und ʿAbdallāh ibn az-Zubair weigerten sich, Yazid als Kalifen anzuerkennen und flohen nach Mekka. Als Husain auf dem Weg nach Kufa war, um einen Aufstand gegen Yazid anzuführen, wurde er mit seiner kleinen Gruppe von Anhängern von Yazids Streitkräften in der Schlacht von Karbala getötet. Ibn al-Zubayr führte Aufstände im Hedschas. Nach gescheiterten Versuchen, den Aufstand durch Diplomatie zu beenden, sandte Yazid eine Armee. Die Aufständischen wurden in der Schlacht von Harra im August 683 besiegt und Medina drei Tage lang geplündert. Die mehrtägige Belagerung Mekkas endete mit Yazids Tod im November 683. Anschließend fiel das islamische Reich in einen Bürgerkrieg.
Yazid wird von vielen Muslimen aufgrund seiner Erbfolge, des Todes von Husain und des Angriffs seiner Streitkräfte auf die Stadt Medina als unrechtmäßiger Herrscher und Tyrann angesehen.

## Abstammung und Nachfahren

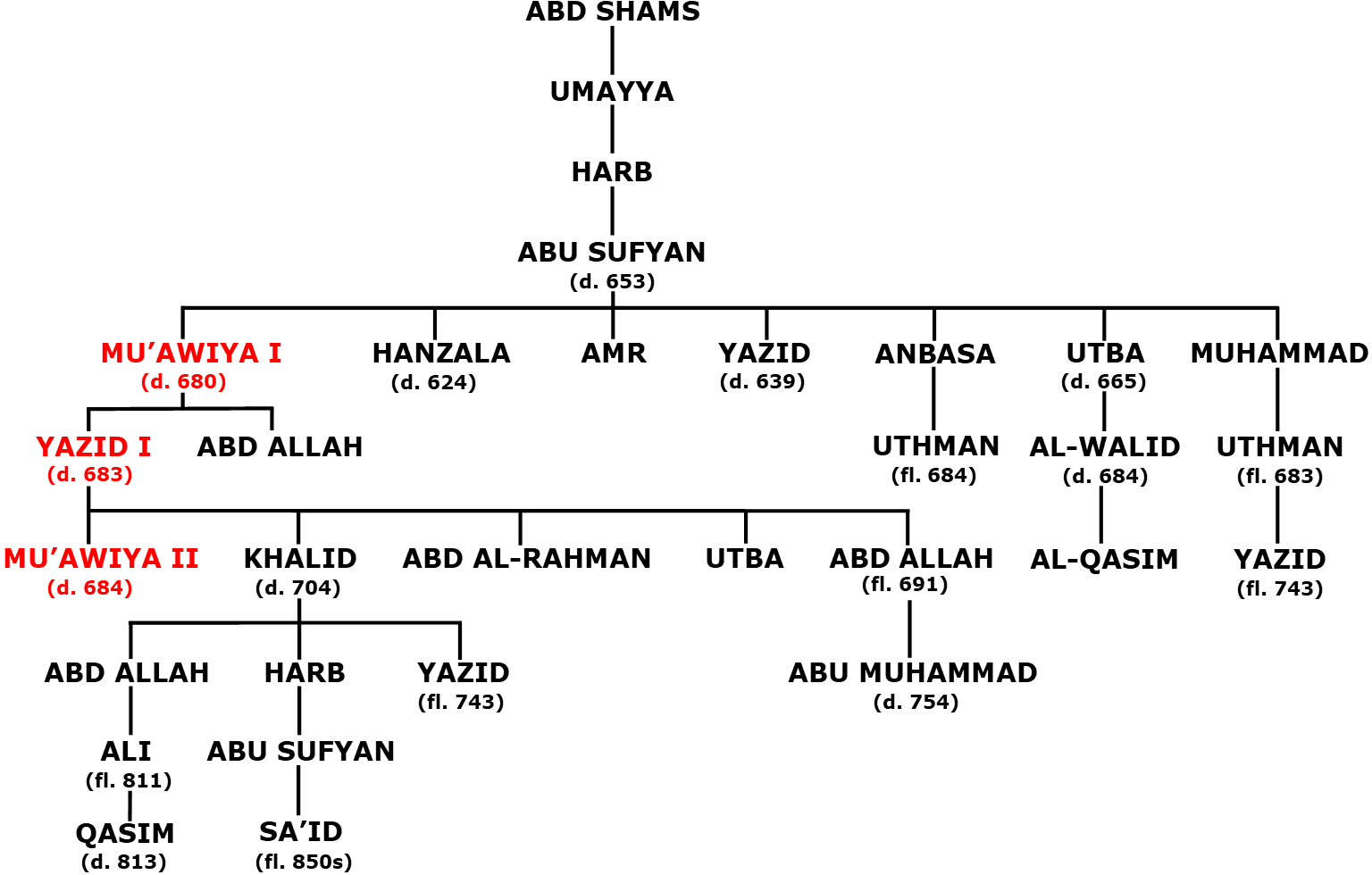
Stammbaum von Yazid I.

Yazid stammt aus dem Banu Umayya-Clan des Stammes Quraisch ab. Der Großvater von Yazid, Abu Sufyan, und seine Großmutter, Hind bint Utba, gehörten vor der Eroberung von Mekka zu den Erzfeinden der Propheten des Islam. In der Schlacht von Uhud, als Hamza ibn 'Abd al-Muttalib getötet wurde, wurde seine Leber herausgenommen und Hind biss aus Wut und Hass in Hamzas Leber. Nach der Eroberung Mekkas vergab Muhammad seinen Feinden, darunter Abu Sufyan und Hind, und nannte sie Tulaqa '(die Befreite). Dieser Beiname wurde später abfällig auf sie angewendet. In einigen Hadithen gibt Ali ibn Abi Taleb an, dass Mu'awiya und sein Vater niemals an den Islam geglaubt haben, sondern ihn nur aus Angst akzeptiert haben und es daher nicht verdienen, Nachfolger des Propheten zu sein. Nach den Ereignissen von Aschura hielt die Enkelin von Muhammad Zaynab bint Ali eine Rede, wo sie Yazid als „Sohn der leberfressenden Frau“ bezeichnete.
Er hatte einige Kinder, darunter Khalid, Mu'awiya, Abu Sufyan und 'Abdallah. Seine Frauen waren Fakhta, Umm Kulthum und Umm Miskin.

## Geburt und frühe Kindheit
Yazid wurde 646 (26 Jahre nach der Hidschra) in Syrien als Sohn von Muawiya ibn Abi Sufyan, dem damaligen Gouverneur von Syrien unter dem Kalifen Uthman (reg. 644–656), und Maisun, der Tochter von Bahdal ibn Unayf, einem Häuptling des mächtigen Stammes der Banu Kalb, geboren. Seine Mutter war eine Beduine, die Muawiya heiratete und mit dem sie nach Damaskus ging. Aber bald konnte sie nicht mehr in Damaskus leben und so ließ sich Muawiya von ihr scheiden und kehrte in die Wüste zurück. Zu dieser Zeit war Yazid entweder ein Säugling oder noch nicht geboren. Yazid wuchs mit seinen mütterlichen Stammesangehörigen der Kalbiten auf und verbrachte mit ihnen seine frühe Kindheit.

## Persönlichkeit
In vielen Quellen wurde Yazid als unmoralische und korrupte Person vorgestellt. Der muslimische Historiograph Baladhuri betrachtete ihn als ersten Kalifen, der öffentlich Wein trank, der Sängerinnen und Spielerinnen unterhielt und der Hunde und Hähne zu seinem eigenen Vergnügen kämpfen ließ. In schiitischen Hadithen als auch einigen sunnitischen Hadith-Werke wie Sahih al-Buchari oder Sahih Muslim galt Yazid als einer der verschwenderischsten Herrscher und als Tyrann, als betrunken und als Dichter.

## Ernennung zum Nachfolger
Yazid ist der Sohn des ersten Umayyaden-Kalif Muʿāwiyas I. und seiner Lieblingsgemahlin Maisūn. Historischen Berichten zufolge beschloss Muawiya ihn zum Nachfolger zu ernennen. Jedoch war unter anderem sein Statthalter im Irak, Ziyad ibn Abi, gegen seine Ernennung, weil er Yazid für einen schwachen und ungeeigneten Menschen hielt, der die Jagd mehr liebe als ein Kalif zu sein. Um die Kritik an ihn zu verringern, ließ Muawiya seinen Sohn an der Belagerung von Konstantinopel teilnehmen, um eine tapfere Persönlichkeit von ihm zu zeigen. Er gab ihm auch die Verwaltung von Hedschas, um ihn am Trinken von Alkohol zu hindern. Muawiya verschob den Treueschwur der Menschen zu Yazid bis nach dem Tod des zweiten Imams der Schiiten, Hasan ibn ʿAlī.
Im Friedensvertrag von Hasan ibn ʿAli mit Muawiya wurde festgelegt, dass Muawiya keinen Nachfolger für sich ernennen darf und die Wahl des Kalifen der muslimischen Gemeinschaft überlassen muss. Muawiya hielt sich jedoch nicht an den Friedensvertrag und befahl nach dem Tod von Hasan seinen Gouverneuren und Vertretern seinen Sohn zu rühmen und Gruppen aus großen Städten zu entsenden, damit diese seinem Sohn die Treue schwören. Jedoch lehnten insbesondere die Menschen in Medina die Loyalität zu Yazid ab und das mehr als andere Städte. Also schenkte Muawiya den Dichtern, die gegen Yazid waren und damals großen Einfluss auf die Bevölkerung hatten, Geschenke, um ihnen neue „Ideen zu geben“. Er reiste auch nach Medina, um den Treueschwur der Menschen persönlich entgegenzunehmen, aber er konnte wichtige Personen wie Husain ibn ʿAli, ʿAbdallāh ibn az-Zubair, ʿAbdallāh ibn ʿUmar und Abd al Rahman nicht zwingen Yazid den Treueschwur zu geben.

## Kalifat von Yazid
Nach dem Tod seines Vaters wurde Yazīd 680 n. Chr. der Herrscher. Er war der erste Mensch, der durch die Ernennung seines Vaters auf erbliche Weise das Kalifat erreichte, entgegen der Tradition früherer Kalifen. Yazid forderte den Treueeid von den Gouverneuren der Provinzen und erhielt den auch. Er schrieb am ersten Tag einen Brief an den Gouverneur von Medina und informierte ihn über den Tod von Muawiya und befahl ihm, Husain ibn ʿAli, ʿAbdallāh ibn az-Zubair, ʿAbdallāh ibn ʿUmar und Abd al-Rahman zu zwingen ihm die Treue zu geben und jeden zu enthaupten, der sich weigere.
Die kurze Regierungszeit von Yazīd war eine Zeit großer Unruhe, in der er schonungslos versuchte, jede widrige Strömung auszulöschen. Die soziale und politische Freiheit war zu seiner Zeit sehr begrenzt. Der Historiker Al-Mas'udi schrieb: „Das Verhalten von Yazid war dasselbe wie das des Pharao; vielmehr war der Pharao gerechter als er gegenüber seinem Volk und fairer gegenüber der Elite und den Massen.“ Yazid tötete im ersten Jahr seiner Herrschaft al-Husain und weitere Angehörige der Familie des Propheten (Ahl al-Bait). Im zweiten Jahr missachtete er das Heiligtum von Medina, die „Stadt des Propheten“ und erlaubte seinen Soldaten, die Stadt auszuplündern und mit den dortigen Leuten zu tun, was sie wollten. Im dritten Jahr belagerte er Mekka, wobei die Kaaba schwer beschädigt wurde.
Die Unterdrückung und Verbrechen, die Yazid während seiner kurzen Regierungszeit begangen hatte, markierten den Beginn einer Reihe von Aufständen gegen die Dynastie der Umayyaden, sodass es später zu ihrem Sturz kam.

### Ereignis von Karbala
Als Yazid an die Macht kam, befahl er dem Gouverneur von Medina, den Enkelsohn Muhammads und dritter Imam der Schiiten, al-Husain, zu zwingen Yazid die Treue zu schwören und wenn Husain dies ablehne, dann Husains Kopf an Yazid zu schicken. Husain weigerte sich Yazid die Treue zu geben und ging mit seiner Familie und einigen Anhängern aus seinem Stamm Hashim nach Mekka. Die Menschen in der Stadt Kufa erfuhren davon und schickten Husain viele Briefe, wo sie ihn zu sich nach Kufa einluden. Husein ging daraufhin auf Kufa zu. Yazid erfuhr davon und ernannte Ubaydullah ibn Ziyad als neuen Gouverneur von Kufa, der die Menschen in Kufa mit Gewalt zwingen sollte von Husain abzulassen. Dies schaffte er auch und Husain ging auf Kerbala zu. Am 10. Muharram traf er dort auf die Armee von 'Umar ibn Sa'd.
In dieser Schlacht wurden Husain und seine Kinder, sein Bruder Abbas, 17 Leute seines Stammes und mehr als 50 seiner Gefährten getötet. Nach der Schlacht zertrampelten die Reiter von Yazids Armee die Leichen, griffen die Zelte der Überlebenden an, nahmen alles, was als Beute übrig blieb, und zündeten die Zelte an. Der Sohn Husains und vierter Imam der Schiiten, Ali ibn Husain Zain-ul-Abidien konnte krankheitsbedingt nicht kämpfen und überlebte. Er und seine Tante und Enkeltochter Muhammads, Zaynab, wurden zusammen mit den anderen Frauen und Kindern von der Armee gefangen genommen. Die Armee ließ die Köpfe der Leichen auf Speere aufspießen und nahm sie mit den Gefangenen nach Kufa und von dort nach Syrien zu Yazid.

### Schlacht von Harra
Yazids Gewaltherrschaft führte zu einer zunehmenden Unzufriedenheit der Bevölkerung von Hedschas. Diese Situation führte nach und nach zu einer Krise. Um die Situation zu lindern, hat der junge Gouverneur von Medina, Uthman ibn Muhammed ibn Abi Sufyan, eine Gruppe von Gefährten von Muhammad (Sahaba) aus Medina nach Damaskus gesandt, wo Yazid residiert. Diese sollten sehen, wie der Kalif lebte, um dann danach der Bevölkerung in Medina zu besänftigen.
Unter anderem gehörte Abdullah ibn Hanzala und seine Söhne Abd Allah ibn Amr und Mundhir ibn Al-Zubayr zu dieser Gruppe. Bei ihrer Ankunft in Damaskus wurde die Gruppe mit allen Ehren empfangen und erhielten viele (Geld-)Geschenke. Yazid beging jedoch unangemessene Handlungen in Gegenwart der Gruppe, die sie sehr beleidigten. Beispielsweise trank er Wein, ließ Frauen vor allen Leuten tanzen und singen und spielte mit Hunden und Affen. Als die Gruppe nach Medina zurückkehrte, verfluchten diese Gruppe Yazid offen, nahmen ihren Treueeid zu ihm zurück und sprachen über seinen unmoralischen Charakter. Daraufhin sagte sich das gesamte Volk in Medina von Yazid los und schworen Abdullah ibn Hanzala die Treue.
Yazid sandte eine Armee von zwölftausend Männern mit Muslimen nach Medina mit Uqba ibn Nafi als sein Kommandant. Als sie Medina erreichten, trieben sie das Volk in das Lavafeld von Harrat Waqim am nordöstlichen Stadtrand von Medina. Es wurde nach der Waqim-Festung des Banu Qurayza – Stammes benannt, der in der vorislamischen Zeit in der Gegend ansässig war, und war alternativ als Harrat Bani Qurayza oder Harrat Zuhra bekannt. Uqba bin Nafi gab dem Volk ein dreitägiges Ultimatum, um den Aufstand zu stoppen und Yazid erneut die Treue zu leisten. Aber das Volk weigerte sich und die Schlacht begann, was zur Niederlage der Medinenser und zum Tod von Tausenden von Menschen, darunter auch Abdullah ibn Hanzala und seine Söhne, führte. Die Stadt wurde danach durch die Soldaten von Yazid für drei Tage geplündert. Das Ereignis endete am 28. Dhū l-Hiddscha 63 (27. August 683).

### Aufstand in Mekka
Ungefähr zur gleichen Zeit, als sich die Menschen in Medina gegen Yazid auflehnten, übernahmen ʿAbdallāh ibn az-Zubair und seine Gefährten die Kontrolle über Mekka. Nach der Schlacht von Harra zog Yazids Armee nach Mekka, um Ibn az-Zubair zu besiegen. Seine Armee belagerte Mekka und während der Belagerung griffen sie die Stadt mit Katapulten an. Infolge dieser Angriffe brannte die Kaaba und die Kaaba wurde schwer beschädigt. Die Belagerung dauerte, bis die Nachricht von Yazids Tod seine Armee erreichte.

## Tod und Nachfolgeschaft
Nachdem Yazid drei Jahre und acht Monate regiert hatte, starb er im Alter von 38 Jahren am 11. November 683 (64 Jahre nach der Hidschra) und wurde in seiner Residenz in Hūwarīn in der Nähe von Damaskus beigesetzt. Es wird berichtet, dass als später die Abbasiden an die Macht kamen und Damaskus einnahmen, Yazids Leiche exhumierten. Es wurde gesagt, dass die Todesursache darin bestand, dass er seinen Affen auf einen wild laufenden Esel gelegt hatte; Yazid selbst verfolgte den Esel, während er betrunken war und auf einem Pferd ritt, bis er herunterfiel und sich den Hals brach. Einige Leute erwähnten, dass die Todesursache zu viel Alkohol war. Einige andere sagen, dass er an einer Lungenentzündung gestorben ist.
Nach Yazids frühem Tod wurde sein Sohn Muʿāwiya II. (683–684) der letzte Sufyaniden-Kalif, bevor Marwan I. (684–685) die Umayyaden-Linie der Marwaniden an die Macht brachte. Der schnelle Wechsel der Kalifen und der Rückzug der umayyadischen Truppen aus dem Hedschas nach dem Tod Yazids I. führten zur Ausrufung des Gegenkalifen ʿAbdallāh ibn az-Zubair (684–692) und zu einer schweren Krise der umayyadischen Herrschaft.

## Militärische Eroberungen
Große Eroberungen konnten unter diesen innenpolitischen Umständen nicht erfolgen. Zwar stießen die Muslime unter Uqba ibn Nafi durch den Maghreb bis zum Atlantik vor, doch wurden sie 683 von den Berbern vernichtend geschlagen, sodass sich die Truppen nach Tripolitanien zurückziehen mussten. Auch gegen Byzanz erlitten die Muslime einige Rückschläge, als dieses Rhodos und Zypern zurückeroberte und erneut die Seeherrschaft im Mittelmeer gewann (683).

## Nachwirkungen
Yazid wird von vielen Muslimen als böse Figur angesehen, besonders von Schiiten. Er war die erste Person in der Geschichte des Kalifats, die aufgrund einer Blutsverwandtschaft zum Erben ernannt wurde, und dies wurde später zur Tradition. Er gilt als Tyrann, der während seines Kalifats für drei Hauptverbrechen verantwortlich war: der Tod von Husain ibn Ali und seiner Anhänger in der Schlacht von Karbala, der als Massaker galt; die Nachwirkungen der Schlacht von al-Harrah, in der die Truppen von Yazids General, bn Uqba, die Stadt Medina plünderten; und das Verbrennen der Kaaba während der Belagerung von Mekka, die Yazids Kommandeur Husain ibn Numayr zur Last gelegt wurde. Wegen seiner Gewohnheiten zu trinken, zu tanzen und zu jagen und Heimtiere wie Hunde und Affen zu halten, gilt er außerdem als gottlos und unwürdig, die muslimische Gemeinschaft zu führen.
Es gibt unterschiedliche Ansichten über das Verfluchen von Yazid.

### Schiitische Ansicht
Das Ereignis von Karbala während der Herrschaft von Yazid machte ihn – nach Ansicht der Schiiten – zu einem der am meisten gehassten Individuen. In schiitischen Hadith-Quellen werden Yazid und der Mörder von Husain, Ubaydullah ibn Ziyad, verflucht.

### Sunnitische Ansicht
Es gibt auch einige Sunniten (darunter Ahmad ibn Hanbal, Dhahabi, Ibn Imad Hanbali, Ibn al-Jawzi und Ibn Khaldun) die an das Verfluchen von Yazid glauben. Einige andere Sunniten, einschließlich Ghazzali, halten es nicht für zulässig, einen Muslim, einschließlich Yazid, zu verfluchen.